# Quercus dalechampii
Espèce
Classification phylogénétique
Synonymes
- Quercus aurea Wierzb. ex Rchb.
- Quercus aurea (Wierzb. ex Rochel) Kotschy
- Quercus dalechampii var. angulata Lojac.
- Quercus dalechampii f. apatini (Erdesi) Erdesi
- Quercus dalechampii var. aurea (Wierzb. ex Rochel) Mátyás
- Quercus dalechampii var. breviloba Lojac.
- Quercus dalechampii var. cochleata Lojac.
- Quercus dalechampii var. grandifolia Lojac.
- Quercus dalechampii f. lancifolia Mátyás
- Quercus dalechampii var. mecrobalana Lojac.
- Quercus dalechampii var. pallida Lojac.
- Quercus dalechampii f. piersii Mátyás
- Quercus dalechampii var. pulchella Lojac.
- Quercus dalechampii f. rubens Mátyás
- Quercus × kanitziana f. apatini Erdesi
- Quercus lanuginosa subsp. dalechampii (Ten.) A.Camus
- Quercus robur var. aurea Wierzb. ex Rochel
- Quercus robur var. cuneata A.DC.
- Quercus robur var. dalechampii (Ten.) Fiori & Paol.
- Quercus sessiliflora var. aurea (Wierzb. ex Rochel) A.DC.
- Quercus sessiliflora var. macroloba Borbás
- Quercus sessilis f. aurea (Wierzb. ex Rochel) Schur
- Quercus sessilis var. aurea (Wierzb. ex Rochel) Schur
- Quercus sessilis var. macroloba (Borbás) Balat.
- Quercus toza var. aurea (Wierzb. ex Rochel) Nyman

Quercus dalechampii, appelé communément chêne de Daléchamp, est une espèce européenne de chêne de la famille des fagacées.

## Description
L'écorce est très épaisse, profondément fissurée, brune ou noirâtre. Les rameaux jeunes sont pubescents, ceux matures sont plus ou moins glabres.
Ses feuilles mesurent de 6 à 15 cm pour une largeur de 4 à 10 cm. Elles ressemblent à Quercus petraea mais elles sont plus fines, obovales, plus lobées (3 à 6 paires de lobes étroits, irréguliers, subaigus, les lobes médians souvent lobulés), la base arrondie ou cordiforme (parfois légèrement décurrente sur le pétiole), glabres dessus et à peine pubescentes dessous (moins que chez Quercus pubescens), sur un pétiole glabrescent de 1 à 2,5 cm.
Les fleurs mâle ont 8 à 10 étamines plus courtes que le périanthe, le rachis du chaton femelle mesure de 0,5 à 6 cm, portant de 1 à 5 fleurs.
Le gland mesure de 1,2 à 2,3 cm de long. La cupule est hémisphérique, à écailles losangiques, tuberculées et un peu poilues, grisâtres.

## Répartition
On trouve Quercus dalechampii au centre-est et au sud-est de l'Europe jusqu'en Autriche et en Sicile : Bulgarie, Grèce, Balkans, Italie, Autriche, Hongrie, Slovaquie et République tchèque.
Il est présent à une altitude entre 800 et 1 300 m sur un sol pierreux, aride.

## Écologie
Quercus dalechampii est une plante hôte des chenilles de Phyllonorycter harrisella.